# رتفورد
latitudeرتفوردlongitudeرتفورد
رتفورد (به انگلیسی: Retford) یک شهرک در بریتانیا است که در انگلستان واقع شده‌است.

## خصوصیات
رتفورد ۲۱٬۳۱۴ نفر جمعیت دارد.

## خواهرخوانده
شهر فونگزاشتات خواهرخواندهٔ رتفورد هست.